# Janusz Kasperczak
Janusz Kasperczak (né le 29 septembre 1927 à Poznań - mort le 16 avril 2002 à Wrocław) est un boxeur polonais, champion d'Europe amateur en 1949,.

## Carrière
Janusz Kasperczak fait ses premiers pas chez Kolejarz Poznań pour continuer à Gwardia Wrocław. C'est à la fin des années 1940 qu'il commence à remporter ses premiers succès. En 1948, il devient champion de Pologne chez les poids mouches et l'année suivante, il remporte les championnats d'Europe dans la même catégorie.
Kasperczak participe aux Jeux olympiques d'été de 1948 mais s'incline dès le premier tour.

## Palmarès

### Championnats d'Europe de boxe anglaise
- Médaillé d'or en poids mouches à Oslo en 1949

### Championnats de Pologne de boxe anglaise
- Médaillé d'or en poids mouches en 1948 et 1949
- Médaillé d'argent en poids coqs en 1950 et 1956